# نیروگاه شازند اراک
نیروگاه حرارتی شازند اراک (در کیلومتر ۲۵ جاده اراک – همدان و در شرق پالایشگاه شازند اراک، تأسیس ۱۳۷۴) یکی از نیروگاه‌های ایران از نوع حرارتی با ظرفیت تولید ۱۳۰۰ مگاوات است که اکنون شامل ۴ واحد بخار ۳۲۵ مگاواتی است.
سوخت اصلی این نیروگاه گاز طبیعی و مازوت است و از نفت گاز نیز به عنوان سوخت راه‌انداز استفاده می‌شود.

## مشخصات فنی نیروگاه
نیروگاه شازند اراک شامل ۴ واحد بخار ۳۲۵ مگاواتی، به ظرفیت ۱۳۰۰ مگاوات است و در آینده قرار است ۲ واحد نیروگاه گازی ۳۵۰ مگاواتی به آن اضافه شود که مجموعاً به ظرفیت اسمی ۲۰۰۰ مگاوات سیکل ترکیبی خواهد رسید.
سوخت مصرفی نیروگاه گاز طبیعی و مازوت است و از نفت گاز نیز به عنوان سوخت راه‌انداز استفاده می‌شود. آب مورد نیاز نیروگاه از طریق ۳ حلقه چاه از فاصله ۷ کیلومتری تأمین می‌شود.
- بویلر: از نوع درام دار با گردش طبیعی
- ظرفیت تولید بخار هر واحد: ۱۰۴۵ تن در ساعت
- توربین: دارای سه سیلندر (LP- IP- HP)
- کندانسور: نوع پاششی (تماس مستقیم)
- برج خنک‌کن: خشک از نوع هلر
- ژنراتور: روتور هر سه ژنراتور به هم متصل بوده و توسط توربین با سرعت ۳۰۰۰ دور بر دقیقه می‌چرخد که در نهایت خروجی ژنراتور با سطح ولتاژ ۲۰ کیلوولت و جریان خروجی ۱۱۷۲۷ آمپر اِعمال می‌شود. برق تولیدی از طریق پست ۲۳۰ کیلوولت به شبکه سراسر برق منتقل می‌شود.[۴]

## روزشمار نیروگاه شازند اراک
عملیات اجرایی نیروگاه شازند اراک در اواخر سال ۱۳۷۴ آغاز شد که واحد نخست آن در مرداد ۱۳۷۹، واحد دوم بهمن ۱۳۷۹، واحد سوم آبان ۱۳۸۰ و واحد چهارم آن اسفند ۱۳۸۰ سنکرون و وارد مدار شد. طرح توسعه این نیروگاه نیز قرار شد در ۲ واحد ۳۲۵ مگاواتی به ظرفیت کل ۶۵۰ مگاوات احداث شود که واحد نخست آن در اواخر سال ۱۳۹۳ و واحد دوم آن تابستان ۱۳۹۴ وارد مدار شود.

## آلایندگی نیروگاه شازند اراک
بر سر مسئله آلایندگی نیروگاه شازند اراک، مناقشات زیست‌محیطی زیادی تا کنون صورت گرفته‌است.
به گفته نماینده اراک، کمیجان و خنداب (عباس رجایی) در آبان ۱۳۹۱:
نیروگاه شازند اراک بیشترین حجم آلایندگی هوای استان مرکزی را به خود اختصاص داده‌است.
نماینده دیگر مردم اراک (محمدحسن آصفری) در دی ۱۳۹۱ مدعی شد که ۳۰۰ نفر به دلیل وجود نیروگاه شازند اراک در استان مرکزی مبتلا به سرطان شده‌اند.
مدیرعامل نیروگاه شازند اراک (حمید بادرستانی) در جلسه‌ای از جلسات معترضان به آلودگی هوای اراک تأکید کرد:
تجهیزات نیروگاه شازند اراک چینی است و تکنولوژی آن مربوط به ۳۰ سال پیشِ چین است که خیلی ضعیف است.
برخی جراید نوشته‌اند که نیروگاه به دلیل صرفه اقتصادی از سوخت مازوت استفاده می‌کند و این در حالی است که قیمت مازوت پنج برابر قیمت گاز است.
بادرستانی در پاسخ به این سؤال که چرا نیروگاه از گاز استفاده نمی‌کند، عنوان کرد:
کلید ایستگاه گاز دست شرکت گاز است و سهمیه تمامی نیروگاه‌های کشور به صورت روزانه تأمین می‌شود.
این نیروگاه براساس مصوبه‌ای، از ۱۵ اسفند ۱۳۹۱ تاکنون به‌طور صد درصد از سوخت گاز استفاده می‌کند و مسئولان نیروگاه اظهار امیدواری کردند که این روند ادامه یابد.